# Cystangium depauperatum
Cystangium depauperatum är en svampart som beskrevs av Singer & A.H. Sm. 1960. Cystangium depauperatum ingår i släktet Cystangium och familjen kremlor och riskor.   Inga underarter finns listade i Catalogue of Life.